# Метод наименьших модулей
Метод наименьших модулей (МНМ) —  один из методов регрессионного анализа для оценки неизвестных величин по результатам измерений, содержащих случайные ошибки. МНМ применяется также для приближённого представления заданной функции другими (более простыми) функциями и часто оказывается полезным при обработке наблюдений.
МНМ похож на метод наименьших квадратов. Отличие состоит в минимизации не суммы квадратов невязок, а (взвешенной) суммы их абсолютных значений (Расстояние городских кварталов). 
- {\displaystyle d[\mathbf {Y} ,\mathbf {f(X)} ]=\|\mathbf {Y} -\mathbf {f(X)} \|=\sum _{i=1}^{n}|y_{i}-f(x_{i})|}

Этот метод обеспечивает максимум функции правдоподобия, если ошибки измерений подчиняются закону Лапласа. (Для сравнения, метод наименьших квадратов обеспечивает максимум функции правдоподобия, когда ошибки распределены по Гауссу.)